# 伦吉亚-穆尔贡塞莱格米轨改宽轨工程
伦吉亚-穆尔贡塞莱格米轨改宽轨工程是将连接印度阿萨姆邦卡姆鲁布县伦吉亚，与印度阿萨姆邦德马吉县（Dhemaji）最东端、与阿鲁纳恰尔邦（中印爭議領土，中国方面称藏南地區）东桑朗县城关镇巴昔卡相邻的穆尔贡塞莱格的米轨铁路改造为宽轨铁路的工程，纳入了2003-2004年度印度国家工程预算，2011年正式封闭施工,2014年3月基本竣工。全长511.88 km（包括支线），全程均位于阿萨姆邦的布拉马普特拉河北岸。伦吉亚离乌达古里很近。工程共分为5 个阶段：
- phase–1 伦吉亚 -伦加帕勒北 (123 km)；
- phase–2 伦加帕勒 - 提斯浦尔附近的Dekargaon；
- phase–3 伦加帕勒北 -北勒金布尔（Lakhimpur,173 km）；
- phase–4  巴利帕拉（Balipara）-巴鲁克旁（Bhalukpong,34.47 km,支线，计划2015年1月动工）；
- phase–5 北拉金普尔 -穆尔贡塞莱格（Murkongselek，154 km）。

2014年7月4日，印度已经正式开通伦加帕勒北--哈尔穆蒂（Harmuti）-纳哈尔拉贡（Naharlagun）部分的宽轨铁路运营服务。阿萨姆邦哈尔穆蒂-阿鲁纳恰尔邦那哈尔拉衮宽轨铁路是完全新修的，全长20公里，它的开通，结束了阿鲁纳恰尔邦无铁路运营的历史。

## 历史
印度东北部的铁路既往都是按照英国的规则，采用米轨制。

## 宽轨
450 km（280 mi）长的伦吉亚-穆尔贡塞莱格铁路 原来都是 1,000毫米（3英尺3+3⁄8英寸） 宽的 米轨，现在全部改造为  1,676毫米（5英尺6英寸）宽的 宽轨。 2013年,一期工程 伦吉亚 -伦加帕勒（Rangapara） 北 (123 km)完工；2014年4月1日，二期工程 伦加帕勒 - 提斯浦尔 附近的Dekargaon宽轨改造竣工。

## 工程远景规划
2016年，在阿萨姆邦的斯里帕尼（sripani），伦吉亚-穆尔贡塞莱格铁路将与横跨布拉马普特拉河的Bogibeel铁路公路两用大桥（Bogibeel Bridge）对接，连通大河南北两地的铁路网。新修3条支线：从阿萨姆邦米萨马里（Missamari）至阿鲁纳恰尔邦达旺的宽轨支线，全长329公里； 阿萨姆邦北拉金普至阿鲁纳恰尔邦阿朗，全程210公里；阿萨姆邦穆尔贡塞莱格至阿鲁纳恰尔邦巴昔卡，全程26.5公里。 铁路主线的终点有望从阿萨姆邦穆尔贡塞莱格延伸，经阿鲁纳恰尔邦巴昔卡，到洛西特县德祖（Tezu）附近的持斧罗摩池（Parshuram Kund）。